# Yoshi Ikuzō
Yoshi Ikuzō (吉幾三; Goshogawara, Aomori, 11 de novembro de 1952) é o nome artístico de Yoshihito Kamata (鎌田 善人, Kamata Yoshihito), um famoso cantor e compositor japonês de enka.
Enka é um gênero popular semelhante à música folclórica japonesa ou à música blues no mundo ocidental. Ele lançou vários álbuns populares. Entre seus sucessos mais famosos estão "Sake-yo", "Suika" e "Yuki Guni".
Ele também afirmou que se tornou o primeiro artista de hip hop popular no Japão por sua música de 1984 "Ora Tokyo sa Iguda" (lit. "Estou indo para Tóquio"), que é cantada no dialeto japonês Tsugaru.
Ele esteve em turnê com a estrela japonesa Fukui Kodai.
Sua esposa se chama Hisako, e eles têm uma filha, Ikumi. Seu nome artístico é um trocadilho para "Yoshi, ikuzo!" (よし、いくぞー！, Tudo bem, vamos lá!) 

## Discografia (incompleto)
- Ora ha zettai! Presley: Eu sou um "Elvis Presley" de fato!
- Ora Tokyo sa igu da: Um adeus ao Rural
- Yuki Guni: País da Neve
- Sake yo: Bebendo e bebendo
- Suika: Canção Bêbada
- Dream
- Shutcho Monogatari: Minhas memórias Dekassegui
- Tachineputa
- Kaze ni Fukarete: Soprado com o Vento
- Tsugaru

## Filmografia

### Filme
- Cabo Nostalgia (2014)

### Televisão
- Alcance Além do Céu Azul (2021), Tokugawa Ieyoshi[2]